# Warrau
Warrau (Warao, Guarau, Guarauno, Guarao), snažan indijanski narod na delti rijeke Orinoco u Venezueli i susjednim dijelovima Gvajane i Surinama. Ovaj narod živi na vodi i od vode. Njihove kuće bez zidova podignute su na platformama koje počivaju na drvenim nosačima (pilonima) zabijenim u dno delte Orinoca. Kanu je glavno transportno sredstvo a postoje dva tipa, veći bongo i manji za svakodnevnu upotrebu. 

## Privreda
Guarau su ribari a riba je uz srž palme mauritia (moriche-palm) osnovna hrana. Mauritia flexuosa raste divlje u prirodi a njezina eksploatacija Warrauima je veoma važna. Od njezinog soka priređuje se fermentirano piće, od njezine meke srži (srčike) proizvodi se kruh a voće je jestivo. S obzirom na velik značaj koji ima razni autori govore da ona zauzima mjesto prave zemljoradnje (Brett), ili o arborikulturi (Lévi-Strauss).

## Društvo
Warrau su matrilokalni. Zet se nastanjuje kod tasta i tašte, te je dužan da u zamijenu za ženu koju je dobio, da radi za njih i da ih hrani. Prema W. E. Rothu jalovim ženama koju su željele djecu, šamani su propisivali čajeve od gljiva vrste Nidularia.

## Jezik i lokalne skupine
Guarau jezik član je porodice (guarauan) kojoj je dao svoje ime, a ima nekoliko narječja: guasay ili wasay (s pod-plemenima Ibaruma, Arature, Amakuro); hoanarao ili  'narod s crnih voda' (gente de las aguas negras; s Mariusa, Winikina, Arawabisi); cocuina; araguao ili arawao (s Merejina, Sakupana).

## Populacija
Warrau populacija iznosi oko 27.000 na području Venezuele i Gvajane. U Venezueli ih ima 18,000 (1993. UBS) i 5,000 u Gvajani (2000. J. Forte).

## Vanjske poveznice
- The Orinoco River delta & the Warao Indians  Arhivirana inačica izvorne stranice od 6. siječnja 2011. (Wayback Machine)